# Protoribates clavatus
Protoribates clavatus är en kvalsterart som beskrevs av Rainer Willmann 1931. Protoribates clavatus ingår i släktet Protoribates och familjen Protoribatidae. Inga underarter finns listade i Catalogue of Life.